# Мисюрев, Александр Александрович
Алекса́ндр Алекса́ндрович Ми́сюрев (12(25) ноября 1909 года, Казань — 1973) — писатель, фольклорист. Известен как собиратель рабочего (горнозаводского) фольклора на территории Сибири. Работал в трёх основных направлениях: исследовал фольклор горнорабочих сначала демидовских, а затем кабинетских рудников и заводов на Алтае, фольклор «ямщины» на Московском тракте и, наконец, фольклор революционных времен 1905, 1917 годов и борьбы с колчаковцами.

## Биография
Рано потерял родителей, был беспризорным, работал сверловщиком, чернорабочим. В 1924 году в томской газете «Красное знамя» за подписью «Воспитанник детдома № 2» появилось несколько стихотворений и очерковых зарисовок Александра.
Печатался в журнале «Сибирские огни». В 1930-е годы учился в Литературном институте имени Горького.

## Литературная деятельность
Первая книга «Четвертый горновой» вышла в Новосибирске в 1934 году.
Опубликовал рабочий фольклор, записанный на территории Алтайского округа: книги «Бергалы» (1937), «Легенды и были» (1938), 2-е издание «Легенд» вышло в 1940 году с предисловием профессора М. К. Азадовского.
Благодаря этим книгам стали известны массовому читателю популярные в алтайском горнозаводском фольклоре образы беглеца Сороки, кузнеца и сапожника, борца с несправедливостью; 12 силачей-братьев Белоусовых, метких стрелков, наделенных магическим умением поймать пулю в ладонь и бросить её через плечо. С ними связан общефольклорный мотив змееборства («Про Колыванского змея и братьев Белоусовых»). Этот ряд благородных разбойников дополняет образ неуязвимого Криволуцкого. Оригинален цикл легенд о мифологическом персонаже — природном духе Горном батюшке, который часто является в облике простого рабочего, своим любимцам из народа помогает находить целые горы золота.
Позже Мисюрев включал в свои книги также фольклор ямщиков Сибирского тракта. Автор художественных произведений в сказовой манере. Рассказ «Сказ о беглеце Сороке» дал название книге, вышедшей в 1940 и многократно переиздававшейся.

## Сочинения
- А.А.Мисюрев. Легенды и были:сказания алтайских мастеровых / записи, ст. и примеч. А. А. Мисюрева ; предисл. М. К. Азадовского. — Новосибирск, 1933.
- А.А.Мисюрев. Легенды и были, фольклор старых горнорабочих Южной и Западной Сибири / сб. А. А. Мисюрева ; предисл. М. К. Азадовского.. — Новосибирск, 1940.
- А.А.Мисюрев. Предания и сказы Западной Сибири. — Новосибирск, 1954.
- А.А.Мисюрев. О злых богачах и народной борьбе. — Новосибирск, 1957.
- А.А.Мисюрев. Сибирские сказы, предания, легенды. — Новосибирск, 1959.
- А.А.Мисюрев. След беглеца Сороки. Рассказы о былом. / Послесловие С. Залыгина. — Новосибирск, 1962.